# Landange
Landange (deutsch Landingen) ist eine französische Gemeinde mit 242 Einwohnern (Stand 1. Januar 2022) im Département Moselle in der Region Grand Est (bis 2015 Lothringen). Sie gehört zum Arrondissement Sarrebourg-Château-Salins.

## Geografie
Landange liegt etwa zehn Kilometer südwestlich von Sarrebourg auf einer Höhe zwischen 269 und 343 m über dem Meeresspiegel. Nördlich des 4,89 km² umfassenden Gemeindegebietes verläuft der Rhein-Marne-Kanal.

## Geschichte
Der Ort wurde erstmals 1050 als Landeldingen erwähnt, dann Landanges (1285).
Der Stern im Wappen deutet auf die Zugehörigkeit zur Herrschaft Türkstein, die Margeriten sind Insignien von Margareta von Antiochia, der Schutzpatronin der örtlichen Kirche.
Das Dorf gehört seit 1661 zu Frankreich.

### Bevölkerungsentwicklung
| Jahr      | 1962 | 1968 | 1975 | 1982 | 1990 | 1999 | 2007 | 2019 |
| Einwohner | 191  | 203  | 202  | 202  | 197  | 199  | 242  | 243  |

## Belege
1. ↑  Wappenbeschreibung auf genealogie-lorraine.fr (französisch)